# Jiskra Kyjov
Jiskra Kyjov (celým názvem: Tělovýchovná jednota Jiskra Kyjov) je český basketbalový klub, který sídlí v Kyjově v Jihomoravském kraji. Oddíl patří pod hlavičku Tělovýchovné jednoty Jiskra Kyjov. Založen byl v roce 1949 jako součást kyjovského Sokola. Mužský oddíl hraje v sezóně 2019/20 ve třetí nejvyšší soutěži. Své domácí zápasy odehrává ve sportovní hale TJ Jiskra s kapacitou 110 diváků. Klubové barvy jsou modrá a žlutá.
Největším úspěchem klubu byla celkem sedmnáctiletá účast v nejvyšší soutěži žen (sezóny 1959/60–1969/70 a 1972/73–1977/78).

## Historické názvy
Zdroj:
- 1949 – Sokol Kyjov
- 195? – TJ Jiskra Kyjov (Tělovýchovná jednota Jiskra Kyjov)

## Umístění v jednotlivých sezonách

### Umístění mužů
Stručný přehled
Zdroj:
- 2005–2006: Jihomoravský oblastní přebor I. (4. ligová úroveň v České republice)
- 2006–2011: Jihomoravský oblastní přebor II. (5. ligová úroveň v České republice)
- 2011–2013: Jihomoravský oblastní přebor I. (4. ligová úroveň v České republice)
- 2013–2014: 2. liga – sk. C (3. ligová úroveň v České republice)
- 2014–2018: Jihomoravský oblastní přebor I. (4. ligová úroveň v České republice)
- 2018–2019: Jihomoravská liga (4. ligová úroveň v České republice)
- 2019– : 2. liga – sk. C (3. ligová úroveň v České republice)

Jednotlivé ročníky
Zdroj:
Legenda: ZČ - základní část, červené podbarvení - sestup, zelené podbarvení - postup, fialové podbarvení - reorganizace, změna skupiny či soutěže
| Česko (2005 – ) |                                  |           |           |                                       |              |
| Sezóny          | Soutěž                           | Úroveň    | ZČ        | Play-off, nadstavba, sk. o udržení... | Poznámky     |
| 2005/06         | Jihomoravský oblastní přebor I.  | 4. úroveň | 12. místo |                                       | Sestup       |
| 2006/07         | Jihomoravský oblastní přebor II. | 5. úroveň | 5. místo  |                                       |              |
| 2007/08         | Jihomoravský oblastní přebor II. | 5. úroveň | 9. místo  |                                       |              |
| 2008/09         | Jihomoravský oblastní přebor II. | 5. úroveň | 6. místo  |                                       |              |
| 2009/10         | Jihomoravský oblastní přebor II. | 5. úroveň | 7. místo  |                                       |              |
| 2010/11         | Jihomoravský oblastní přebor II. | 5. úroveň | 1. místo  |                                       | Postup       |
| 2011/12         | Jihomoravský oblastní přebor I.  | 4. úroveň | 4. místo  |                                       |              |
| 2012/13         | Jihomoravský oblastní přebor I.  | 4. úroveň | 2. místo  |                                       | Postup       |
| 2013/14         | 2. liga – sk. C                  | 3. úroveň | 11. místo |                                       | Sestup       |
| 2014/15         | Jihomoravský oblastní přebor I.  | 4. úroveň | 10. místo |                                       |              |
| 2015/16         | Jihomoravský oblastní přebor I.  | 4. úroveň | 5. místo  | Čtvrtfinále                           |              |
| 2016/17         | Jihomoravský oblastní přebor I.  | 4. úroveň | 5. místo  |                                       |              |
| 2017/18         | Jihomoravský oblastní přebor I.  | 4. úroveň | 3. místo  |                                       | Reorganizace |
| 2018/19         | Jihomoravská liga                | 4. úroveň | 1. místo  | Vítěz                                 | Postup       |
| 2019/20         | 2. liga – sk. C                  | 3. úroveň | 9. místo  |                                       |              |
| 2020/21         | 2. liga – sk.C                   | 3. úroveň |           |                                       |              |

### Umístění žen
Stručný přehled
Zdroj:
- 1959–1970: 1. liga (1. ligová úroveň v Československu)
- 1970–1972: 2. liga (2. ligová úroveň v Československu)
- 1972–1978: 1. liga (1. ligová úroveň v Československu)
- 2005–2007: Jihomoravský oblastní přebor (4. ligová úroveň v České republice)
- 2007–2008: 2. liga – sk. B (3. ligová úroveň v České republice)
- 2008–2009: bez soutěže
- 2009–2013: Jihomoravský oblastní přebor (4. ligová úroveň v České republice)
- 2013–2015: bez soutěže
- 2015–2019: Jihomoravský oblastní přebor (4. ligová úroveň v České republice)
- 2019–2020: bez soutěže

Jednotlivé ročníky
Zdroj:
Legenda: ZČ - základní část, červené podbarvení - sestup, zelené podbarvení - postup, fialové podbarvení - reorganizace, změna skupiny či soutěže
| Československo (1959 – 1993)                       |                              |           |           |                                       |                              |
| Sezóny                                             | Soutěž                       | Úroveň    | ZČ        | Play-off, nadstavba, sk. o udržení... | Poznámky                     |
| 1959/60                                            | 1. liga                      | 1. úroveň | 8. místo  |                                       |                              |
| 1960/61                                            | 1. liga                      | 1. úroveň | 7. místo  |                                       |                              |
| 1961/62                                            | 1. liga                      | 1. úroveň | 7. místo  |                                       |                              |
| 1962/63                                            | 1. liga                      | 1. úroveň | 7. místo  |                                       |                              |
| 1963/64                                            | 1. liga                      | 1. úroveň | 6. místo  |                                       |                              |
| 1964/65                                            | 1. liga                      | 1. úroveň | 7. místo  |                                       |                              |
| 1965/66                                            | 1. liga                      | 1. úroveň | 6. místo  |                                       |                              |
| 1966/67                                            | 1. liga                      | 1. úroveň | 7. místo  |                                       |                              |
| 1967/68                                            | 1. liga                      | 1. úroveň | 7. místo  |                                       |                              |
| 1968/69                                            | 1. liga                      | 1. úroveň | 7. místo  |                                       |                              |
| 1969/70                                            | 1. liga                      | 1. úroveň | 7. místo  |                                       | Sestup                       |
| 1970/71                                            | 2. liga                      | 2. úroveň | ?. místo  |                                       |                              |
| 1971/72                                            | 2. liga                      | 2. úroveň | ?. místo  |                                       | Postup                       |
| 1972/73                                            | 1. liga                      | 1. úroveň | 8. místo  |                                       |                              |
| 1973/74                                            | 1. liga                      | 1. úroveň | 7. místo  |                                       |                              |
| 1974/75                                            | 1. liga                      | 1. úroveň | 3. místo  |                                       |                              |
| 1975/76                                            | 1. liga                      | 1. úroveň | 4. místo  |                                       |                              |
| 1976/77                                            | 1. liga                      | 1. úroveň | 6. místo  |                                       |                              |
| 1977/78                                            | 1. liga                      | 1. úroveň | 8. místo  |                                       | Sestup                       |
| …                                                  |                              |           |           |                                       |                              |
| Česko (1993 – )                                    |                              |           |           |                                       |                              |
| Sezóny                                             | Soutěž                       | Úroveň    | ZČ        | Play-off, nadstavba, sk. o udržení... | Poznámky                     |
| …                                                  |                              |           |           |                                       |                              |
| 2005/06                                            | Jihomoravský oblastní přebor | 4. úroveň | 2. místo  |                                       |                              |
| 2006/07                                            | Jihomoravský oblastní přebor | 4. úroveň | 6. místo  |                                       | Postup                       |
| 2007/08                                            | 2. liga – sk. B              | 3. úroveň | 10. místo |                                       | Sestup; odhlášení ze soutěží |
| V sezóně 2008/09 bylo ženské družstvo neaktivní.   |                              |           |           |                                       |                              |
| 2009/10                                            | Jihomoravský oblastní přebor | 4. úroveň | 6. místo  |                                       |                              |
| 2010/11                                            | Jihomoravský oblastní přebor | 4. úroveň | 5. místo  |                                       |                              |
| 2011/12                                            | Jihomoravský oblastní přebor | 4. úroveň | 7. místo  |                                       |                              |
| 2012/13                                            | Jihomoravský oblastní přebor | 4. úroveň | 6. místo  |                                       | Odhlášení ze soutěže         |
| V letech 2013–2015 bylo ženské družstvo neaktivní. |                              |           |           |                                       |                              |
| 2015/16                                            | Jihomoravský oblastní přebor | 4. úroveň | 7. místo  |                                       |                              |
| 2016/17                                            | Jihomoravský oblastní přebor | 4. úroveň | 7. místo  |                                       |                              |
| 2017/18                                            | Jihomoravský oblastní přebor | 4. úroveň | 6. místo  |                                       |                              |
| 2018/19                                            | Jihomoravský oblastní přebor | 4. úroveň | 7. místo  |                                       | Odhlášení ze soutěže         |
| V sezóně 2019/20 bylo ženské družstvo neaktivní.   |                              |           |           |                                       |                              |